# Shahumyan
Shahumyan (in armeno Շահումյան?) è un comune di 2 001 abitanti (2008) della Provincia di Lori in Armenia.